# Anza (condado de Riverside)
Anza es un área no incorporada ubicada en el condado de Riverside en el estado estadounidense de California. En el año 2007 tenía una población de 8.000 habitantes. La localidad se encuentra aproximadamente a 56 kilómetros al suroeste de Palm Springs, a 230 kilómetros al sureste de Los Ángeles y a 121 kilómetros al noroeste de San Diego, siendo atravesada por la Ruta Estatal de California 371.

## Geografía
Anza se encuentra ubicado en las coordenadas 33°33′18″N 116°40′22″O / 33.55500, -116.67278.